# Tachymeter (Uhr)

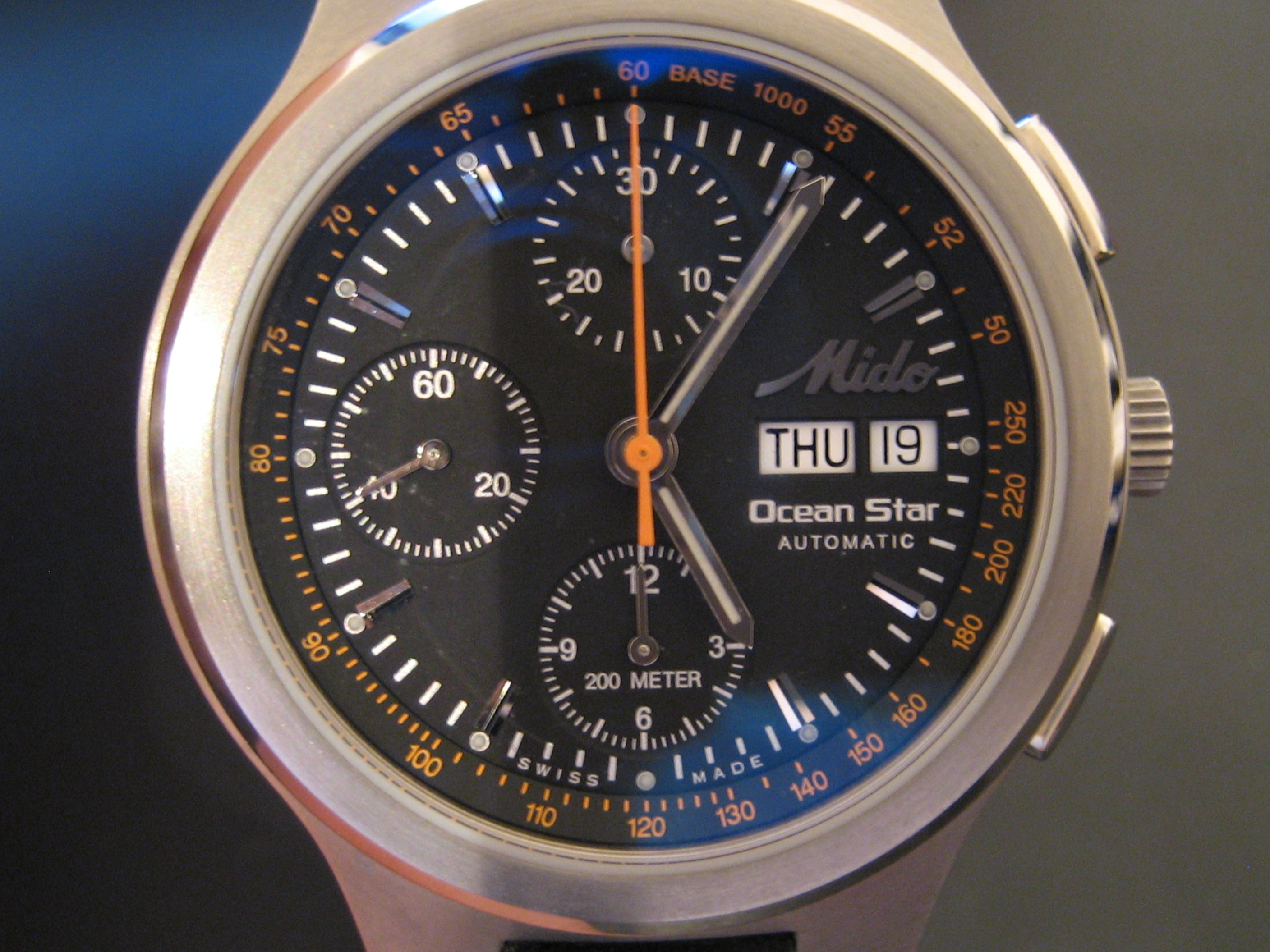
Typische Tachymeter-Skala auf einer Armbanduhr (orange-farbige Zahlen ganz außen auf dem Zifferblatt)

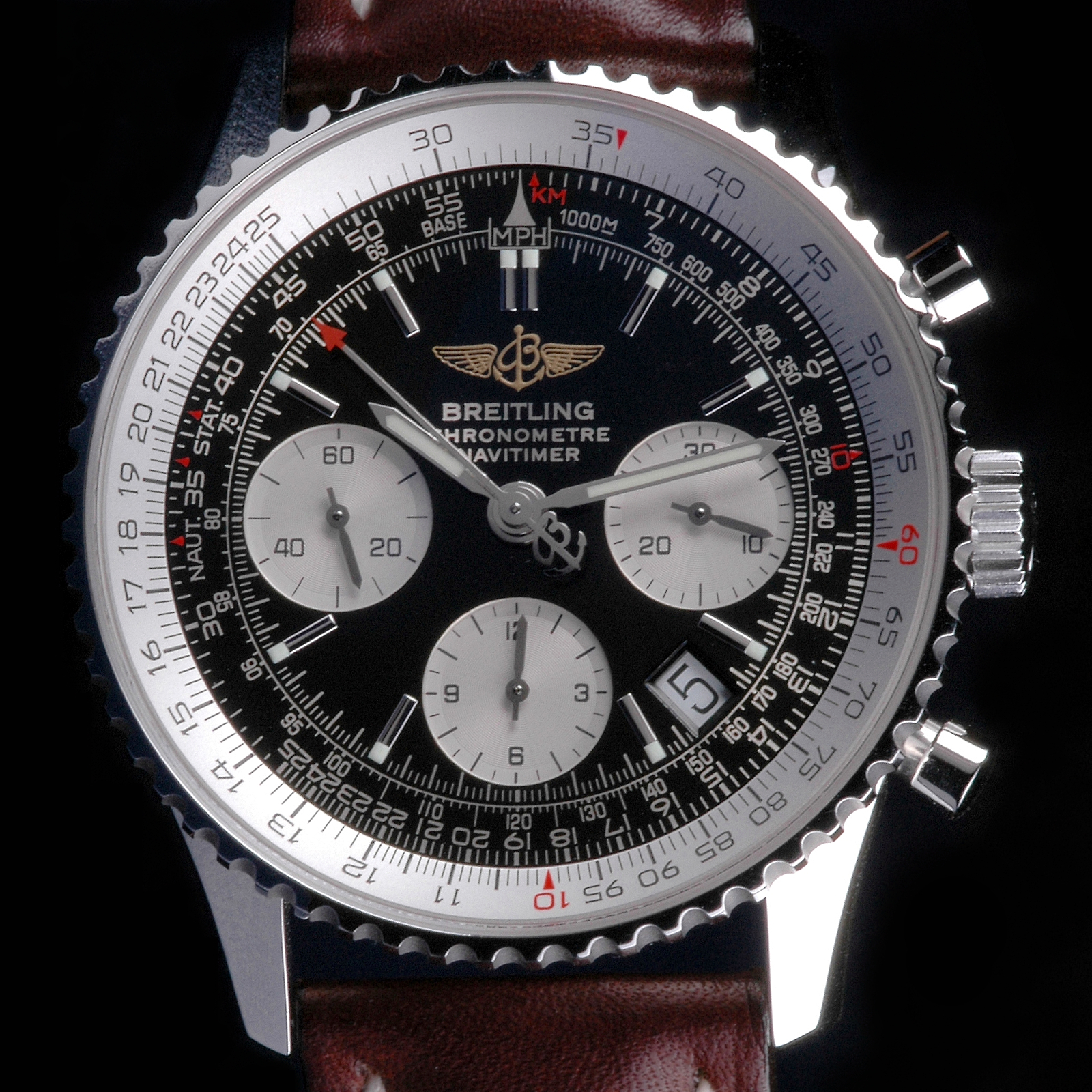
Rechenschieber-Lünette und Tachymeter (Zahlen direkt außerhalb des innersten dünnen weißen Rings auf dem Zifferblatt)

Ein Tachymeter oder Tachometer (von altgriechisch ταχύς tachýs „schnell“ und μέτρον métron „Maß, Maßstab“) ist in der Uhrenbranche eine Skala auf Zifferblättern oder Lünetten von Stoppuhren oder Armbanduhren mit Stoppuhrfunktion (Chronograph). Ein Tachymeter wird genutzt, um bei einer festen bekannten Streckenlänge (je nach Skalierung, z. B. 1 km) mittels der Zeiger die Geschwindigkeit anhand der Skala abzuschätzen, mit der sich ein Objekt bewegt oder ein Vorgang stattfindet.

## Funktionsweise
Die Tachymeterskala gibt den Kehrwert des Teils der Stunde an, der verstrichen ist, seit der Sekundenzeiger auf 12 stand. Bei 30s steht beispielsweise 120, weil 1/120 der Stunde vergangen ist. Die Größenordnung der Tachymeterskala ist 1/h (sprich „pro Stunde“), bei Multiplikation mit einer beliebigen Länge erhält man daher die Änderung dieser Größe pro Zeit, beispielsweise km/h (Kilometer pro Stunde) oder Liter/h (Liter pro Stunde). Sie nimmt dem Anwender also das Dividieren der Messgröße (Strecke, Volumen etc.) durch die gemessene Zeit in Sekunden samt anschließendem Ausmultiplizieren mit 3600 Sekunden/h (um auf Einheit pro Stunde zu kommen) ab.
Bei vielen Tachymetern wird (wie bei denen auf den oberen beiden Fotos) davon ausgegangen, dass der zu messende Vorgang mindestens 15 Sekunden lang dauert, maximal aber 75 Sekunden. Daher ist die Skalenteilung so angebracht, dass der schnellste Vorgang bei 3 Uhr (nach 15 Sekunden) angegeben wird, langsamere Vorgänge hingegen noch bei z. B. 2 Uhr (nach 70 Sekunden) abzulesen sind. Diese leicht verdrehte Skalenteilung ist zunächst verwirrend, da man sich anfänglich an der üblichen 12-Uhr-Position orientiert.
Diese Verdrehung ist dadurch begründet, dass bei zu kurzen Messzeiten ein signifikanter Messfehler entstehen kann. Wird ein Vorgang mit z. B. nur 3 Sekunden Länge gemessen und der Messfehler beträgt 1 Sekunde, ergibt sich eine Ungenauigkeit von ungefähr 33 %. Bei 15 Sekunden Messdauer und 1 Sekunde Messfehler liegt die Ungenauigkeit nur bei ca. 6,7 %.

## Anwendungsbeispiele
Geschwindigkeit eines Autos: Die Geschwindigkeit eines Fahrzeugs kann man leicht bestimmen, indem man die Zeit für eine bekannte Strecke (z. B. 1 km) auf der Tachymeterskala misst. Wird die Strecke in 30 Sekunden zurückgelegt, so zeigt die Tachymeterskala 120 (1/h). Die Geschwindigkeit beträgt bei einer Strecke von 1 km also 120 km/h. Genau mit Einheiten gerechnet:
{\displaystyle 120\cdot {\frac {1}{\mathrm {h} }}\cdot 1\,\mathrm {km} =120\,\mathrm {\frac {km}{h}} }
Falls man jedoch eine Strecke von über einem Kilometer hat, muss man einfach die vom Tachymeter angezeigte Geschwindigkeit mal die Kilometerzahl nehmen.
Geschwindigkeit eines Schiffs: Um die Geschwindigkeit eines Segelbootes zu bestimmen, wird während der Fahrt eine Boje mit einer Leine von bekannter Länge ins Wasser geworfen. Es wird die Zeit bzw. der Wert auf der Tachymeterskala gestoppt, bis sich die Leine strafft und die Boje mitgezogen wird. Dieser Tachymeterwert wird mit der Länge der Leine multipliziert und ergibt so die Geschwindigkeit des Bootes. Wurde die Länge der Leine in Meter gemessen, erhält man die Geschwindigkeit in Meter pro Stunde. Will man die Geschwindigkeit in Knoten, also Seemeilen pro Stunde wissen, so muss entsprechend umgerechnet werden. Einfacher geht es, wenn die Leine eine Länge von z. B. 0,01 Nautischen Meile (NM), also circa 18,5 Meter, hat. Dann muss nur 0,01 NM mit dem Tachymeterwert multipliziert werden, um die Geschwindigkeit in Knoten zu erhalten.
Geschwindigkeit eines Füllvorgangs: Um z. B. den Wasserverbrauch eines Rasensprengers zu bestimmen, ermittelt man den Tachymeterwert für das Füllen eines Behälters mit 1 Liter Wasser. Der Tachymeterwert entspricht dem Wasserverbrauch in Liter pro Stunde.

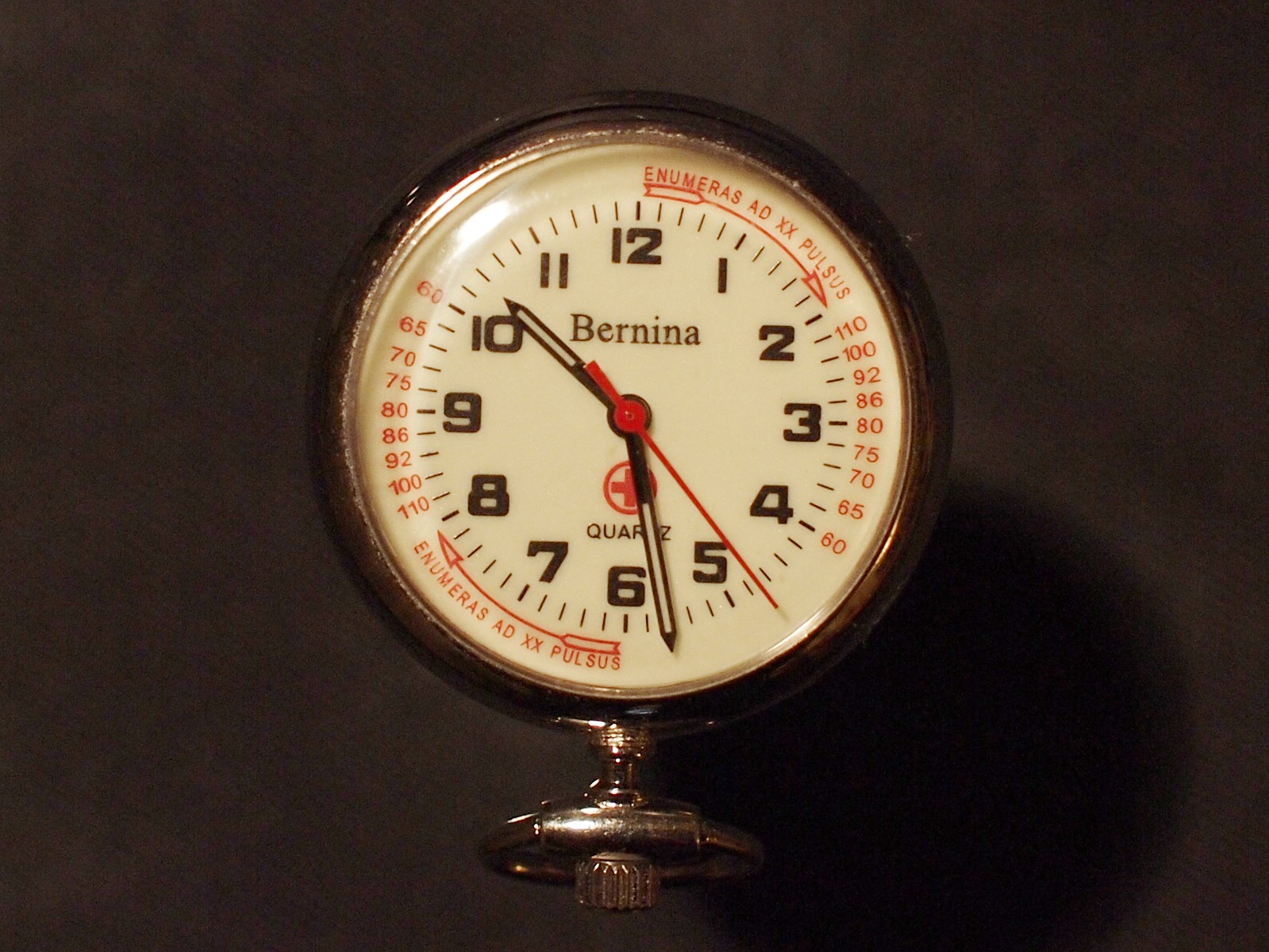
Aufgedrucktes Tachymeter zur Pulsmessung

Pulsschlag: Bei einer Schwesternuhr wird eine feste Anzahl Pulsschläge gezählt. Das Zählen beginnt, wenn der Sekundenzeiger die 12-Uhr- oder die 6-Uhr-Position durchschreitet. Der Puls des Patienten kann auf der Tachymeter-Skala direkt abgelesen werden. Für die Schwesternuhr in der Abbildung werden exakt 20 Herzschläge gezählt. Eine benötigte Zähldauer von 20 Sekunden entspricht einem Puls von 60/min. Reduziert sich die benötigte Zähldauer auf 15 Sekunden, beträgt der Puls 80/min.

## Skala
Die Tachymeterskala ist bei Armbanduhren oft auf die Lünette graviert oder gedruckt, vor allem wenn es die Uhr wahlweise auch mit einer Drehlünette zur Zeitbestimmung gibt. Nicht verwechseln sollte man eine Tachymeterskala mit einer Rechenschieber-Lünette. Letztere ist mit einer logarithmischen Teilung versehen wie bei einer Rechenscheibe. Die Tachymeterskala muss nicht drehbar gelagert sein, wenn man die Zählung dann beginnt, wenn der Sekundenzeiger die 12-Uhr-Position erreicht hat. Weiterhin ist es auch nicht unbedingt notwendig, eine Stoppuhrfunktion zu benutzen.
Weitere Skalierungen → Lünette